# Bernice Ackerman
Pour les articles homonymes, voir Ackerman.
Bernice Ackerman (1925 - 5 juillet 1995, Lake View, Chicago) est une météorologue américaine, connue pour avoir été la première présentatrice météo diplômée aux États-Unis et la première femme météorologue au Laboratoire national d'Argonne.

## Enfance et éducation
Née à Chicago, Bernice Ackerman est la Valedictorian de sa promotion à la Lake View High School. Avant d'entrer à l'université, elle est observatrice météorologique et préparatrice de vol pour les Women Accepted for Volunteer Emergency Service (WAVES) pendant la Seconde Guerre mondiale. Bernice Ackerman fréquente l'université de Chicago pour ses études universitaires où elle obtient un B.Sc. en météorologie, une maîtrise en météorologie en 1955 et un doctorat en sciences géophysiques en 1965 tout en faisant partie de la fraternité Phi Beta Kappa dès 1948,.

## Carrière et recherche
Après avoir obtenu son B.Sc., Bernice Ackerman a accepté un poste de météorologue et d'hydrologue au Bureau météorologique des États-Unis, où elle reste jusqu'en 1953. Elle est ensuite entrée au laboratoire national d'Argonne où elle est la seule femme à faire des recherches dans le laboratoire de physique des nuages, un projet conjoint avec l'université de Chicago.
Après avoir obtenu son doctorat, Bernice Ackerman devient professeure adjointe à l'université A&M du Texas puis est promue professeure associée en 1967. Elle y enseigne la physique des nuages et la météorologie de la couche limite atmosphérique. Elle quitte Texas A&M en 1970 et retourne au laboratoire d'Argonne pendant deux ans, puis rejoint l'Illinois State Water Survey à l'université de l'Illinois, où elle reste jusqu'en 1988, devenant finalement chef de la section météorologie,.
Parmi ses autres fonctions, elle a siégé à de nombreux comités de l'American Meteorological Society, dont le comité exécutif, a été secrétaire de la section W de l'Association américaine pour l'avancement des sciences, a été mentor pour de nombreux étudiants et a écrit ou co-écrit 70 articles professionnels,.

## Affiliations professionnelles
- Fellow de l'Association américaine pour l'avancement des sciences
- Membre de l'American Meteorological Society
- Membre de l'Union américaine de géophysique